# 香港體育學院
香港體育學院（英語：Hong Kong Sports Institute，縮寫：HKSI）是香港政府資助的法定機構，專責發掘及培訓本地精英運動員，為香港體育代表隊提供系統化訓練基地。其前身為1982年香港賽馬會創立的銀禧體育中心，經1991年改組後定名，現址位於新界沙田城門河畔，佔地約5.3公頃。
學院主要職能包括提供高水平訓練設施、運動科學支援、教練團隊及運動員生涯規劃服務，涵蓋羽毛球、劍擊、游泳等20餘個重點體育項目。院內設有符合奧運標準的游泳館、多用途綜合體育館及運動醫學中心，並正進行9.9億港元的新設施大樓擴建工程。歷年培訓的運動員曾在奧運會、亞運會等國際賽事獲獎，包括東京奧運會羽毛球混雙銀牌得主鄧俊文與謝影雪。

## 歷史

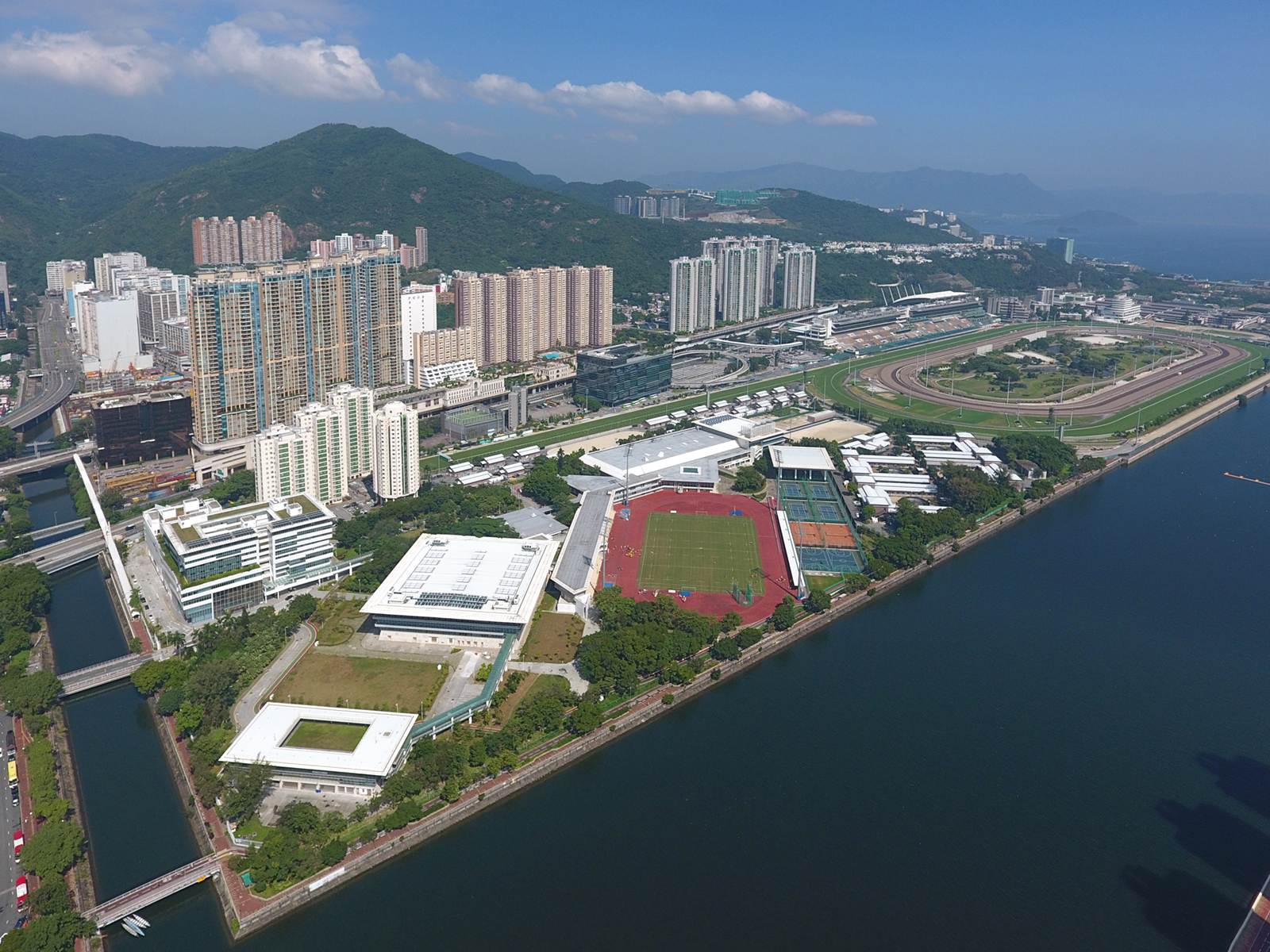
香港體育學院位於火炭（圖左下角位置）

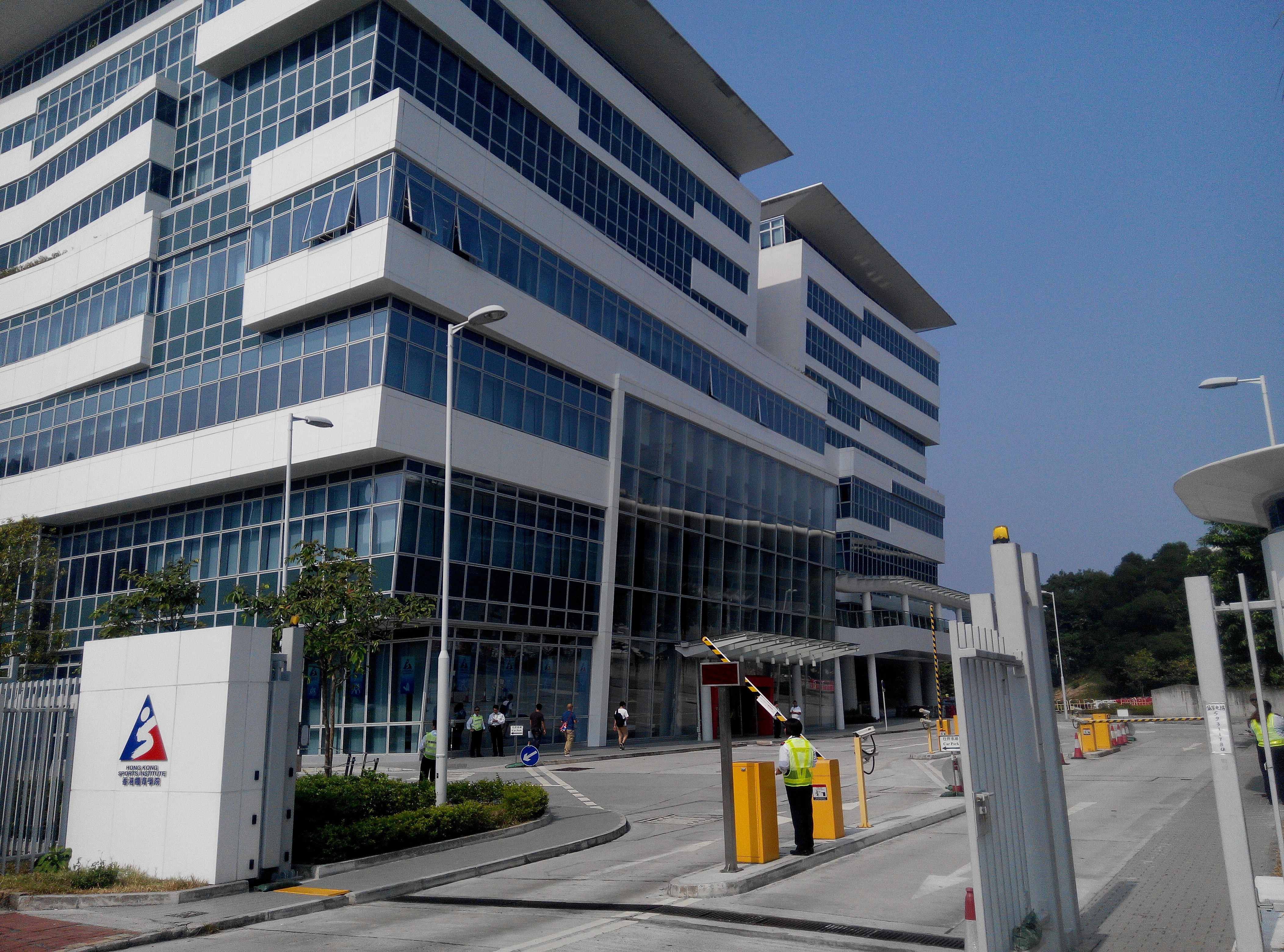
香港體育學院入口

香港體育學院前身為銀禧體育中心（英語：Jubilee Sports Centre，縮寫：JSC），於1982年由香港賽馬會創辦，名稱源於英女皇銀禧紀念基金會。該中心初期由香港賽馬會資助營運開支，直至1987年，賽馬會一次性捐款3.5億港元成立信託基金，確保體院的長期財務支持。
1991年4月1日，銀禧體育中心正式更名為香港體育學院，並同時解散其董事局，轉為更獨立的營運模式。1994年4月1日起，香港體育學院與香港康體發展局合併，該局於2004年10月1日解散，同日香港體育學院有限公司正式成立，負責發掘、培訓及發展具潛質的香港運動員，協助他們在國際賽事中爭取佳績。體院為運動員提供全面支援，包括先進的訓練設施、精英教練指導、運動科學、運動醫學、體適能訓練、運動員事務及教育支援，以及體育研究和資訊服務。
2023年，鄧竟成先生獲政府委任為香港體育學院主席。

### 重建工程

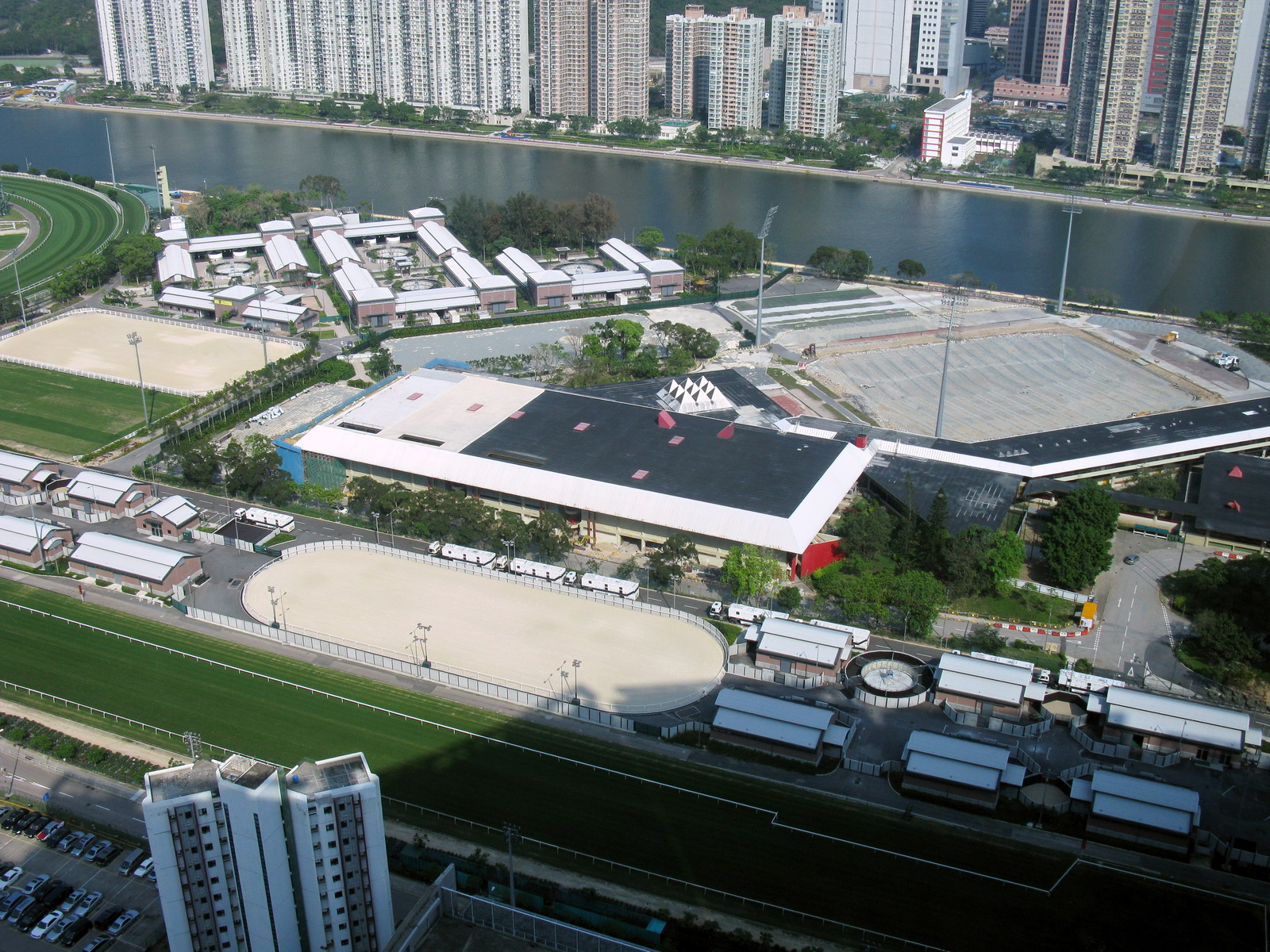
被拆除的馬術場地

為配合香港協辦2008年夏季奧林匹克運動會馬術項目，香港體育學院於2007年初至2010年底暫遷至烏溪沙青年新村作為臨時訓練基地。香港政府撥款18億港元進行體院重建工程，於2008年奧運馬術項目結束後啟動。鑑於體院設施已有逾25年歷史，部分設施老化，重建工程旨在提升訓練環境，為精英運動員提供更先進的配套。
重建工程於2009年3月展開，分三階段進行。第一階段包括翻新火炭院舍的室內體育大樓及在白石興建臨時鑊形單車場，同時改善壁球場、羽毛球場及運動醫學部設施，確保符合國際標準。其餘階段工程於2012年底完成。2009年3月22日，民政事務局局長曾德成主持重建計劃動土儀式。第一階段工程於2010年5月底完成，體院總部由馬鞍山臨時院舍遷回火炭原址，並於同年5月31日舉行慶祝儀式。2013年6月20日，新增的多用途體育館落成，與現有室內體育大樓相連，設有壁球場、武術館及保齡球中心，提供世界級訓練場地。全部工程於2015年底竣工。

### 體院用地變更
2008年，香港協辦北京奧運馬術項目，徵用體院部分用地舉辦比賽。賽後，香港賽馬會按協議保留該用地7至10年，用於重建沙田馬廐。2017年，政府擬將約5公頃土地（包括前高爾夫球練習場及兩個足球場）正式轉讓予賽馬會。根據2015年審計署報告，該用地原計劃重建為全新有蓋單車場及兩個足球場，惟計劃最終未有實施。

### 新設施大樓
2021年8月，政府宣布撥款9.9億港元興建新設施大樓，原預計2024年6月啟用，最終延至同年12月4日落成。大樓高三層，位於南面賽艇中心大樓與北面游泳館之間，佔地面積約6700平方米，設乒乓球及空手道館、體能訓練中心，並整合運動科學及醫學設施，頂層設50間宿舍供海外隊伍使用。翻修綜合體育館工程則預計2025年年中完成。  

## 設施
香港體育學院的運動設施包括：
游泳館

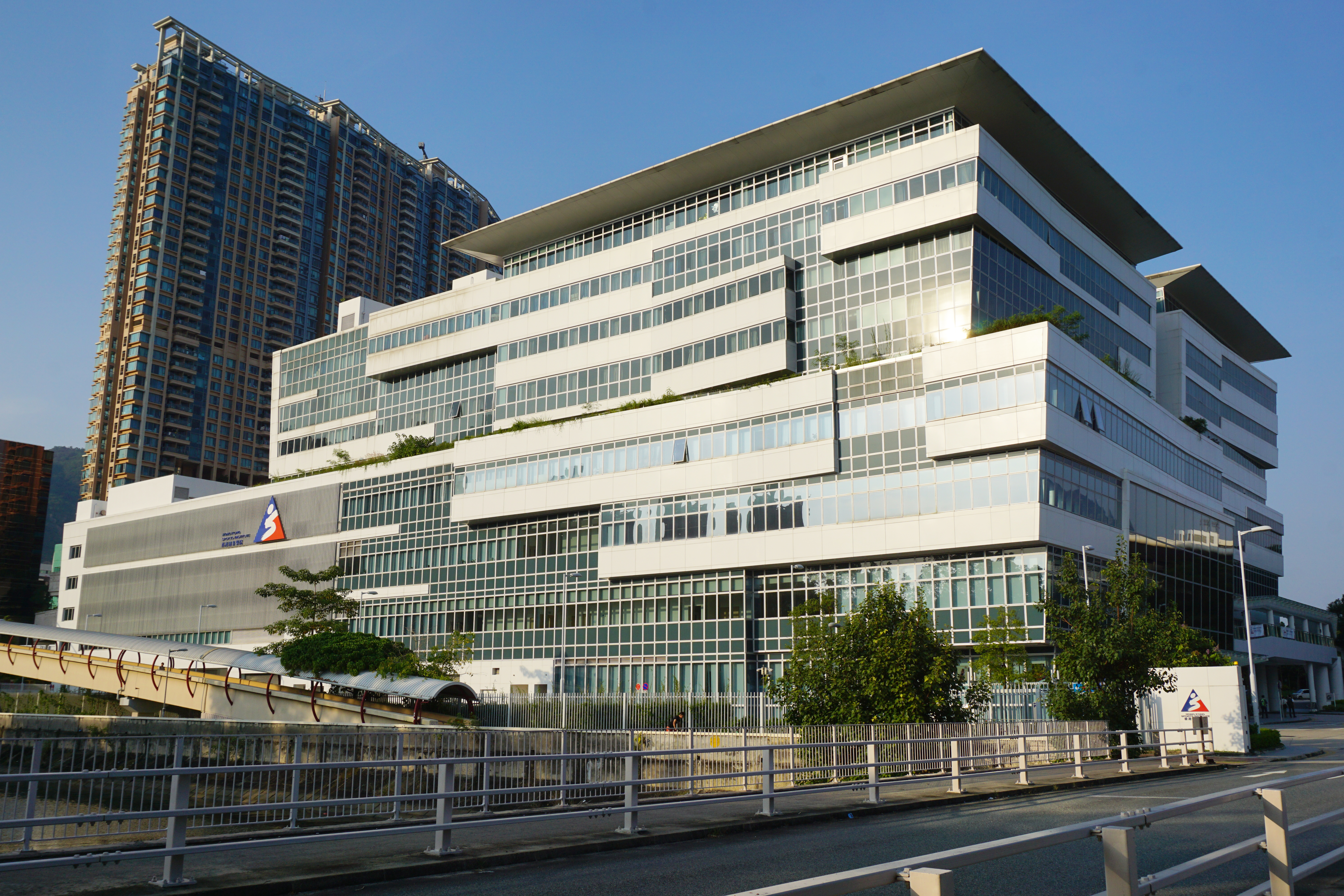
香港體育學院大樓

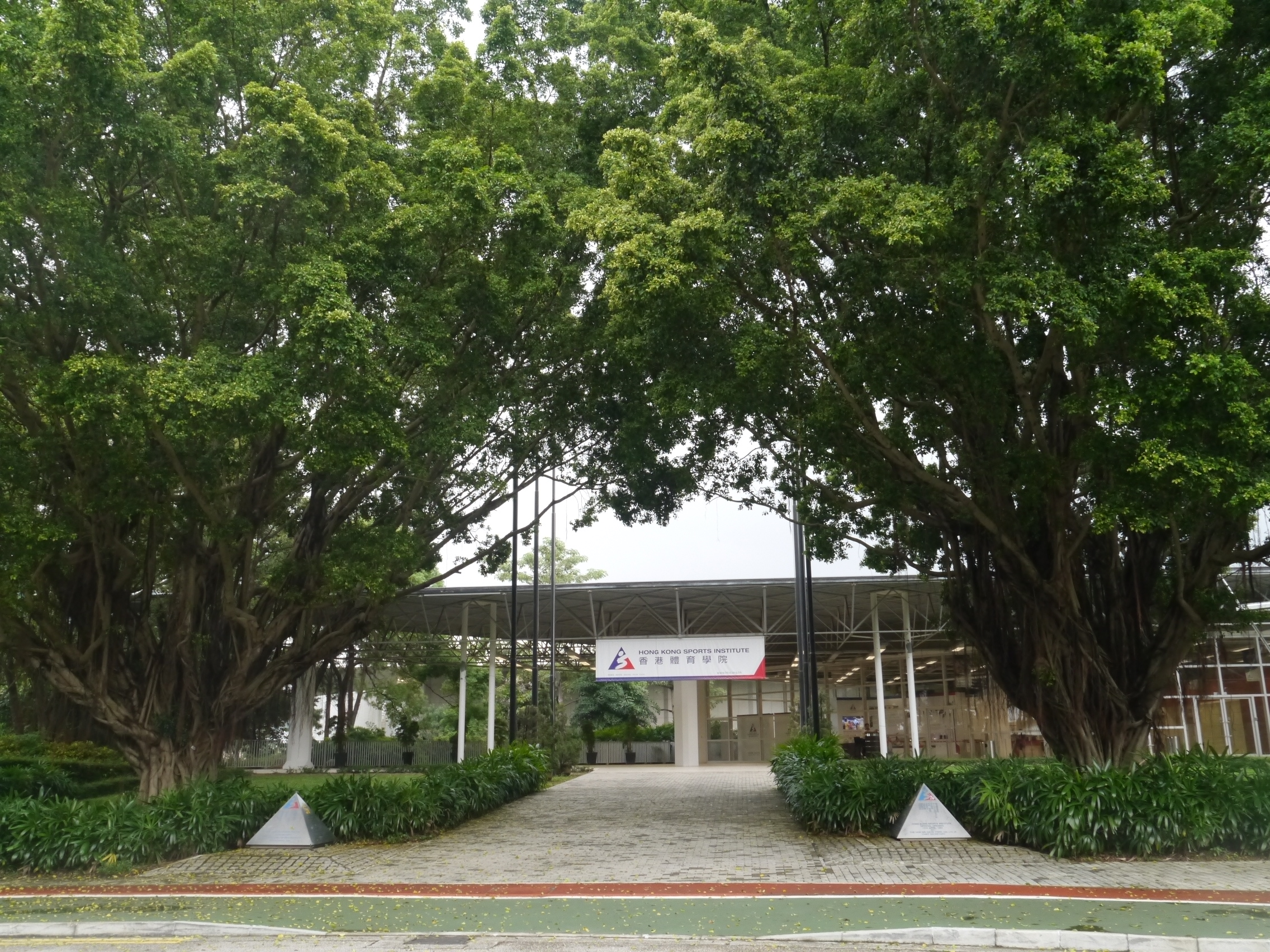
綜合體育館入口

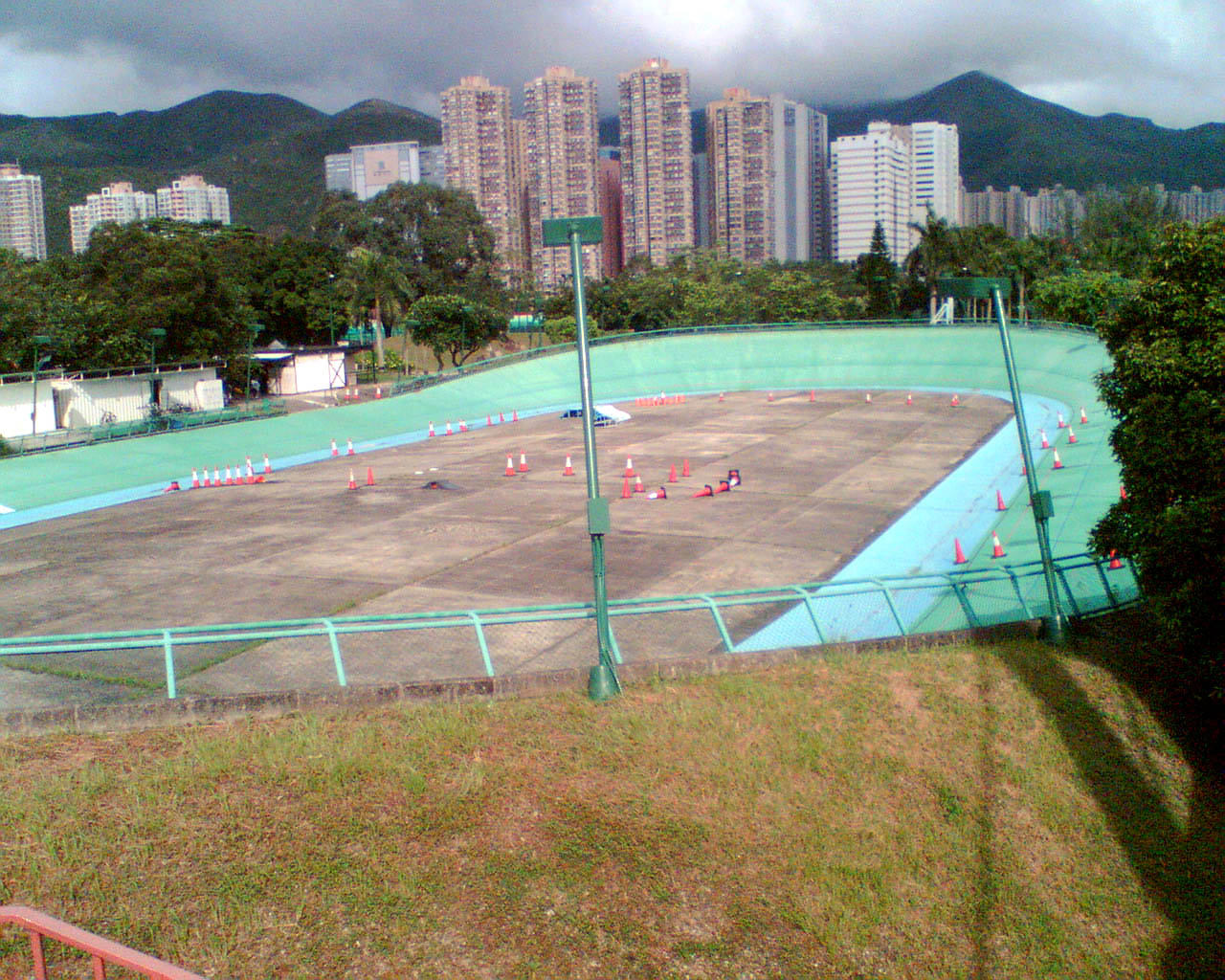
已拆卸的舊式鑊形單車訓練場

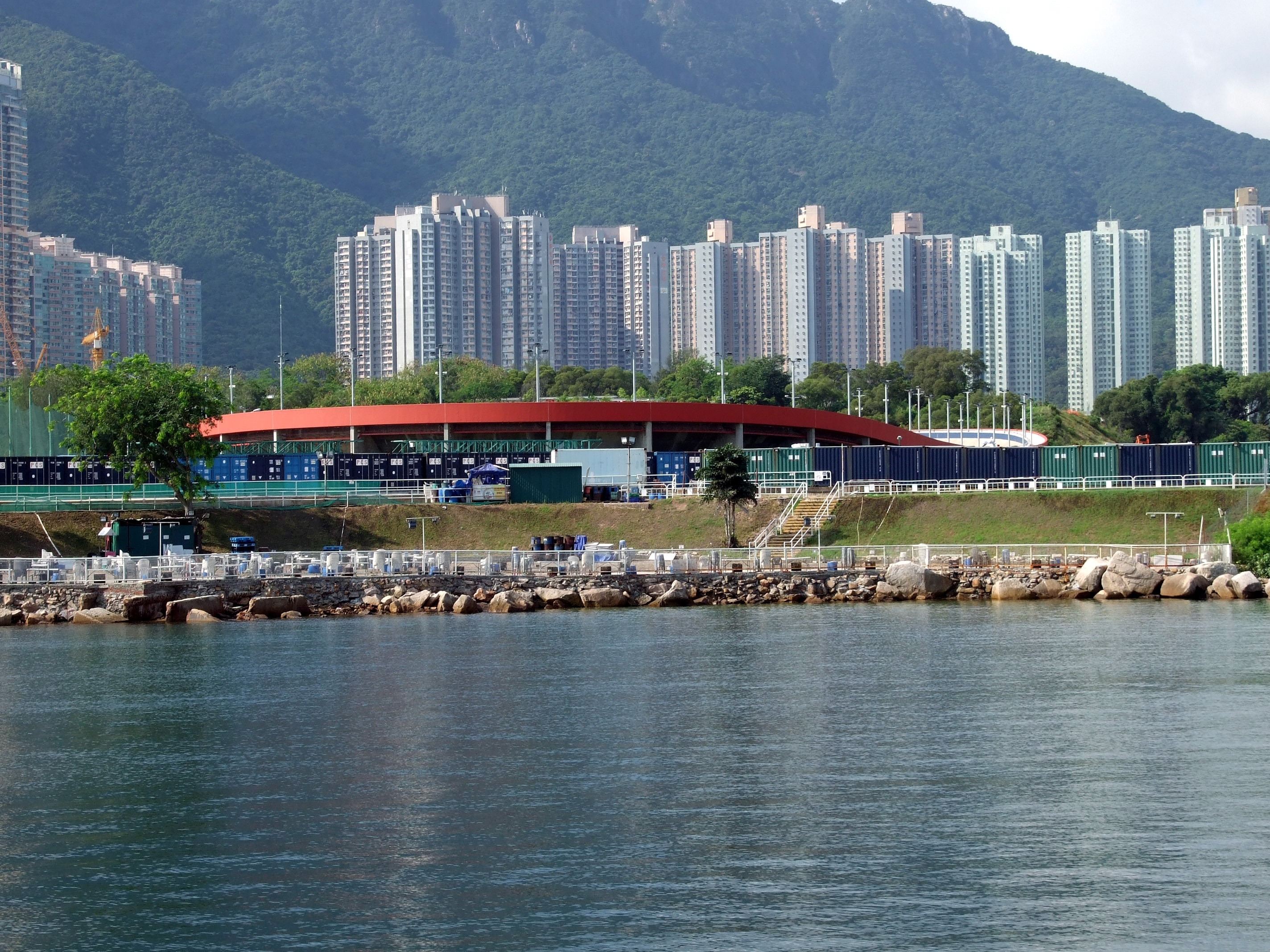
位於白石的新臨時鑊形單車場

- 52米之室內泳池可視乎訓練需要，用作50米國際標準泳池、或以浮橋分為兩個25米短池
- 符合奧運標準的起跳台
- 可提供1,500個座位之觀眾席

田徑場
- 可作標準足球／欖球場之用
- 設有8條跑道及2條有蓋跑道供熱身之用

賽艇中心
- 可存放140艘賽艇（所有艇架可調較高度及闊度，以配合不同大小的賽艇）

綜合體育館
- 劍擊館
  - 13條賽道配備內置計分系統
- 網球場
  - 2個有蓋硬地球場
  - 4個硬地球場
  - 2個泥地球場
- 羽毛球館
  - 16個羽毛球球場
  - 可提供150個座位之觀眾席
- 乒乓球館
  - 16張符合國際標準賽事的乒乓球桌
- 武術館
  - 面積1,454平方米，並設三幅18x12米、及兩幅16x10米巨型軟墊
  - 可提供100個座位之觀眾席
  - 場內配備巨型電子計分板可供舉行國際賽事時使用
- 壁球場
  - 提供共15個單打壁球場（其中4個單打場可轉換成3個雙打場）

賽馬會體育館
- 多用途訓練場館
  - 面積1,875平方米，並設有活動間牆
  - 可轉換為2個小型訓練室，以配合不同訓練需要

體能訓練中心
- 總面積逾1,000平方米，並劃分為不同區域

香港體育學院大樓
- 演講廳
- 會議及活動場地
- 餐廳及餐飲服務
- 訪客住宿
- 體育資訊中心

## 組織架構
| 現任院長 - 蔡玉坤先生（Mr Tony Choi） 副院長 - 出缺 教練部 - 出缺（田徑總教練） - 黃綜翰先生（羽毛球總教練） - 郭偉恩先生（Mr Wayne Griffiths，桌球總教練） - Mr Herve Dagorne（單車總教練） - 鄭兆康先生（劍擊總教練） - 出缺（體操總教練） - Mr William Thomas（空手道總教練） - 吳紀宁先生（賽艇總教練） - Mr Paul John（欖球總教練） - Mr Harris Tsolis（帆船總教練） - 孫丹丹女士（滑冰總教練） - Mr Peter Genever（壁球總教練） - 陳劍虹先生（游泳總教練） - 李靜先生（乒乓球總教練） - 鮑毅民先生（Mr Amine Boustani，網球總教練） - 比爾荷夫曼先生（Mr Bill Hoffman，保齡球總教練） - Mr Andrew James Wright（三項鐵人總教練） - 陳敬然先生（滑浪風帆總教練） - 林杭貴先生（武術總教練） 精英訓練科技科 - 蘇志雄博士（精英訓練科技總監） 精英培訓事務科 - 蕭宛華女士（精英培訓事務總監） 社區關係及市務科 - 李忠民先生（社區關係及市務總監） 公司事務科 - 馮志深先生（公司事務總監） 重建計劃工程組 - 黃兆鈞先生（高級項目總監） | 主席 - 鄧竟成先生，GBS，PDSM 副主席 - 周福安先生 - 鄭泳舜議員，MH，JP 董事 - 鄭麗珊女士 - 張偉良先生，BBS - 趙頌熙先生 - 徐曉露女士 - 馮海容女士 - 洪楚英先生 - 李啟榮先生，SBS - 梁栢賢醫生，SBS，JP - 蒙德揚博士 - 黃文傑先生 - 黃寶基先生，MH - 黃德森先生，MH - 葉錦強先生 - 余烽立先生 候補董事 - 李嘉美女士 （為徐曉露女士候補董事） - 聶繼恩女士 （為黃德森先生MH候補董事） 資料來源： （页面存档备份，存于） |

## 香港精英體育發展

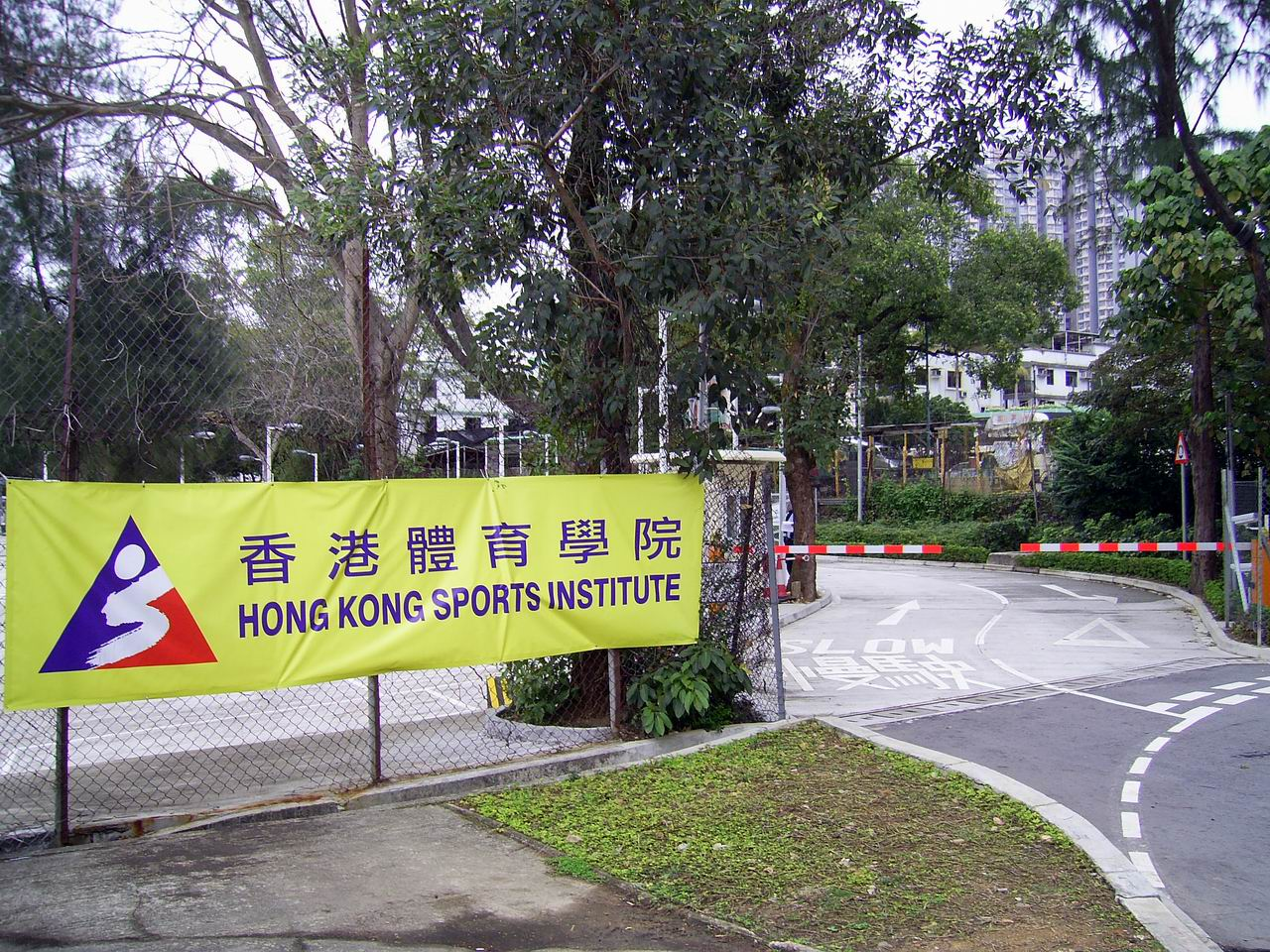
因應香港體育學院原址改建，學院設施在2006年9月起陸續遷往烏溪沙青年新村

銀禧體育中心成立以來分別資助本身的駐院項目成為重點發展體育項目，曾經接受資助的主要駐院項目包括羽毛球、劍擊、足球、體操、划艇、壁球、游泳、乒乓球、網球及田徑等。
1995年香港體院推行「攜手邁向精英計劃」，把資助制度改為四級制。第一級項目是羽毛球、劍擊、賽艇、壁球、足球、游泳、乒乓球、網球和滑浪風帆，第二級則是獨木舟、單車、保齡球、三項鐵人、武術和帆船。
1996年4月政府進行一項顧問研究，評估香港體院的未來策略和各項計劃的資助條件，並就資助和未來策略提出具體建議，包括建議資助項目的甄選準則。康體局於是訂定一套甄選準則以決定哪些項目在1997至1999年獲取為期兩年的資助，該段期間涵蓋1998年曼谷的亞運會。1997年4月康體局另闢一類項目稱為重點發展體育項目（Focus Sports）以取代先前的第一至四級項目，獲選為重點發展體育項目有12項，即羽毛球、單車、劍擊、體操、賽艇、壁球、游泳、乒乓球、田徑、三項鐵人、滑浪風帆和武術。其中一向最受歡迎的足球被放棄，由於失去精英計劃資助，在接下來數年缺乏有系統訓練的年青球員，導致球員青黃不接，足球水準直線下降，可見精英計劃對一個運動項目的影響。
在首兩年資助期接近屆滿時，康體局修訂了重點發展體育項目的甄選準則，以決定何者可獲資助，選出13個重點發展體育項目，包括羽毛球、單車、劍擊、賽艇、壁球、游泳、乒乓球、網球、保齡球、田徑、滑浪風帆及武術。在13個體育項目中，保齡球首次被列入精英項目，網球則再次被列入精英項目。不過，體操卻未能入選。
1999年成立一個由康體局、港協暨奧委會和民政事務局代表組成的特別專責小組檢討體育資助，重新訂定精英體育政策。他們制訂了一套計分制度作為新的甄選準則，以決定哪些項目可於2001至2005年接受精英資助。在13個原有的重點發展體育項目中，三項鐵人及網球這兩個項目均未能在2000年的檢討中入選，故此康體局給予兩年資助(2001至2003年)的寬限期，以便再作評估。釜山亞運會後，康體局在2002年完成了對所有奧運及亞運項目的定期檢討，三項鐵人、網球及其餘11個一直接受精英資助的體育項目均能符合準則。康體局因此保證在未來四年直至2007年會為所有13個體育項目提供精英資助。在這次檢討有兩個項目－騎術及空手道均達標準，但礙於財政預算所限及體育政策檢討的建議，兩個項目均須接受為期兩年的觀察。
2011年2月，政府為配合體育學院重建後的設施改進需求，成立精英運動員發展基金，利用基金的投資回報，取代對香港體育學院的資助模式，為精英運動員提供更全面的支援。政府預算基金每年的投資回報為4%至5%，即每年資助額逾3億元，較之前的資助按年上升1億元，並且不設資助上限。
2011年4月起，精英體育項目包括：田徑、羽毛球、桌球、單車、劍擊、體操、空手道、賽艇、壁球、游泳、乒乓球、保齡球、三項鐵人、 滑浪風帆和武術。
2017年4月起，精英體育項目包括：田徑、羽毛球、桌球、單車、劍擊、體操、空手道、賽艇、七人欖球、帆船、滑冰、壁球、游泳、乒乓球、網球、保齡球、三項鐵人、 滑浪風帆和武術。

## 香港運動員基金

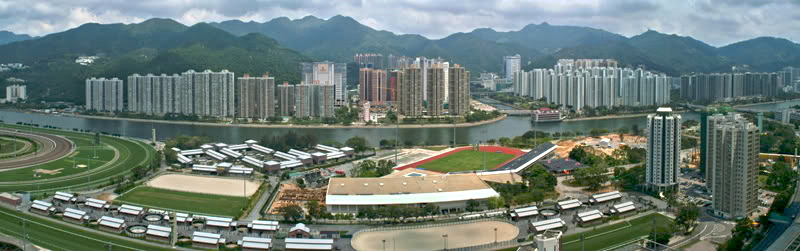
香港體育學院全景

香港運動員基金（英文：Hong Kong Athletes Fund）於1996年成立，以表揚香港運動員在阿特蘭大奧運會及傷殘人士奧運會所取得的成就。成立初期基金約有1,300萬港元，其中800萬元為香港政府撥款，餘款為公眾捐助。基金旨在為現役及退役運動員提供教育進修經費，退役運動員在進修時亦可以獲得生活資助，基金由香港體育學院負責管理。

## 毅力十二愛心跑
由香港精英運動員協會主辦的年度慈善籌款活動，1998年12月31日首次舉辦。活動於每年除夕日正午至元旦子夜以隊際接力長跑方式，在12小時內不停有一位隊員在香港體育學院跑道上跑步。所得款頂，悉數捐助協助長期病患者的再生會。
由於香港體育學院為2008年夏季奧林匹克運動會馬術項目的主要比賽場地，需要改建，毅力十二愛心跑在2006年12月31日舉辦後易地舉辦，是屆參加隊伍非常踴躍，有169支隊伍、逾1,600位跑手參賽。

## 註腳
1. ↑  銀禧體育中心的「銀禧」代表英女皇銀禧紀念基金會
2. ↑  香港體育學院喬遷標誌精英體育發展新里程 的存檔，存档日期2007-10-13.
3. ↑  . www.hksi.org.hk.   [2017-08-16]. （原始内容存档于2017-09-03） （英语）. （页面存档备份，存于）
4. ↑  陳潤南; 勞顯亮. . 香港01. 2017-03-10  [2017-06-10].
5. ↑  . 星島頭條. 2022-07-06  [2023-09-20].
6. ↑  .   [2024-05-22]. （原始内容存档于2024-05-29）.
7. ↑  撥70億建基金 推動體育發展 （页面存档备份，存于） 文匯報. 2011-02-24.